# Albufeira
Albufeira est une ville portuaire et une station balnéaire située dans l'extrême-sud du Portugal. Appartenant au district de Faro, elle est une des principales agglomérations de l'Algarve.La ville comprend notamment un delphinarium, le Zoomarine.

## Histoire
Albufeira (mot tiré de l'arabe : البحيرة Al-Buheira voulant dire « la petite mer ») était à l'origine un petit port de pêche en Algarve, à l'ouest de Faro dans le sud du Portugal.
Aujourd'hui, cette ville vit du tourisme durant la période estivale. C'est un peu le saint Tropez du Portugal où se rendent acteurs et stars du ballon rond. Désormais, la plage des pêcheurs est devenue un parking marbré où se mêlent véhicules l'hiver et podiums pour concerts l'été. Les pêcheurs quant à eux "jettent l'ancre" dans la nouvelle marina à quelques kilomètres du centre-ville en direction de Guia.
Beaucoup de célébrités portugaises et étrangères vont passer leurs vacances à Albufeira qui est sans doute le centre touristique le plus fréquenté d'Algarve.

## Géographie
Albufeira est limitrophe :
- au nord-ouest, de Silves,
- au nord-est, de Loulé.

La municipalité est bordée au sud par une longue série de plages donnant sur l'océan Atlantique.
La ville bénéficie d'un climat méditerranéen, influencé par le Gulf Stream de l'océan Atlantique.
L'hiver est doux et humide, les températures sont comprises entre 7 °C et 16 °C. L'été est chaud et ensoleillé, les températures sont comprises entre 18 °C et 29 °C. L'ensoleillement y est de 2 900 heures par an. L’Algarve est l'une des régions les plus ensoleillées du Portugal. Le cumul annuel de pluie est de 523 mm, principalement en hiver.
| Mois                                | jan. | fév. | mars | avril | mai  | juin | jui. | août | sep. | oct. | nov. | déc. |
| ----------------------------------- | ---- | ---- | ---- | ----- | ---- | ---- | ---- | ---- | ---- | ---- | ---- | ---- |
| Température minimale moyenne (°C)   | 7,7  | 8,4  | 8,9  | 10,4  | 12,5 | 15,7 | 17,9 | 18   | 16,9 | 14,3 | 10,9 | 8,6  |
| Température maximale moyenne (°C)   | 16,1 | 16,7 | 18,4 | 19,8  | 22,4 | 25,4 | 28,7 | 28,8 | 26,7 | 23,1 | 19,4 | 16,7 |
| Précipitations (mm)                 | 77,8 | 72,4 | 39   | 38,4  | 21,1 | 7,6  | 1,4  | 4,3  | 14   | 66,6 | 86,1 | 94,1 |
| Nombre de jours avec précipitations | 12   | 13   | 9    | 10    | 7    | 4    | 1    | 1    | 3    | 9    | 10   | 11   |

## Musée municipal d’archéologie d’Albufeira
Le musée municipal d’archéologie a ouvert ses portes le 20 août 1999. Il est situé dans le centre historique de la ville d’Albufeira, sur le site anciennement appelé praça de Armas, actuelle praça de la República. Le bâtiment dans lequel il est installé est composé de deux étages, dans une zone de grande affluence touristique, il a fonctionné comme Mairie jusqu’à la fin des années 1980 et a été récupéré et réhabilité pour accueillir un musée, en intégrant le patrimoine archéologique existant. Les fonctions du musée consistent en la conservation, la préservation, la reconstitution et la diffusion du patrimoine archéologique de la municipalité, à des fins d’étude, d’éducation et de loisirs. Le discours muséographique est organisé de manière diachronique, présentant l’évolution historique de la municipalité depuis la période préhistorique jusqu’au XVIIe siècle. Le musée dispose d’une zone d’exposition permanente et à l’étage supérieur, d’un espace destiné à la tenue d’expositions temporaires. Il fait partie du réseau portugais des musées depuis 2003 et bénéficie des avantages inhérents de son intégration, telles que des incitations de soutien dans les différents domaines d’action du musée, notamment le soutien technique, la rentabilisation des ressources logistiques, techniques et financières. Le musée d’archéologie est composé de quatre noyaux historiques relatifs aux périodes suivantes : préhistoire, romaine, visigothique-islamique et l’âge moderne, il offre à ses visiteurs une salle d’expositions temporaires et un service de visites guidées au centre de la vieille ville.

## Démographie
| 1801  | 1849  | 1900   | 1930   | 1960   | 1981   | 1991   | 2001   | 2011   |
| ----- | ----- | ------ | ------ | ------ | ------ | ------ | ------ | ------ |
| 4 537 | 7 443 | 10 980 | 14 444 | 14 736 | 17 218 | 20 949 | 31 543 | 40 828 |

| 2021   | - | - | - | - | - | - | - | - |
| ------ | - | - | - | - | - | - | - | - |
| 44 164 | - | - | - | - | - | - | - | - |

## Subdivisions
La municipalité de Albufeira groupe 5 freguesias :
- Albufeira
- Ferreiras
- Guia
- Olhos de Água
- Paderne

## Jumelages
- Sal (Cap-Vert)
- Dunfermline (Écosse)

## Galerie

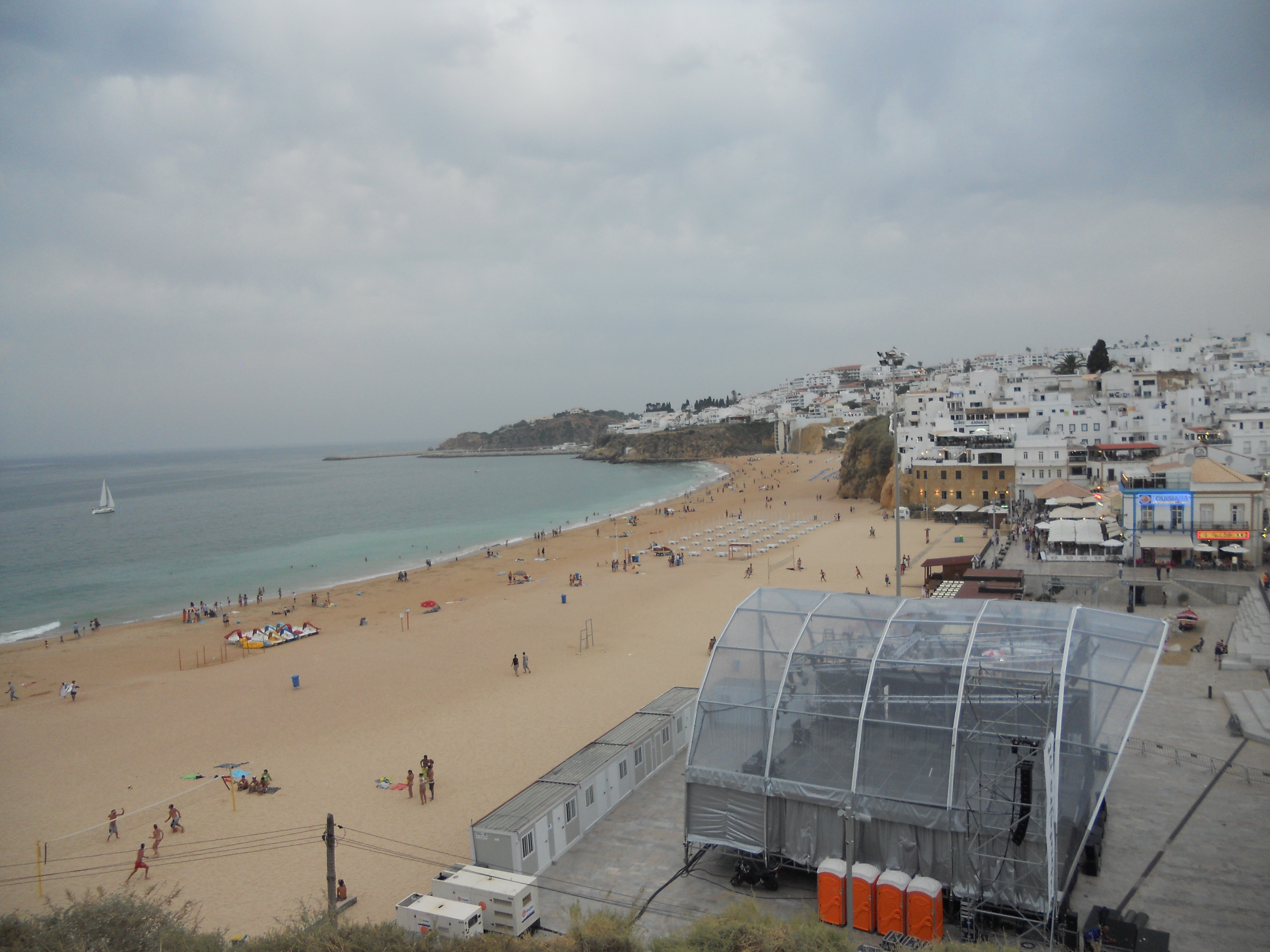
La plage des pêcheurs
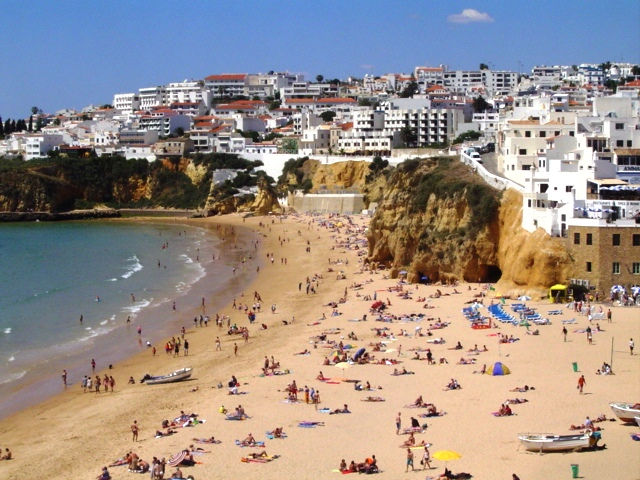
Albufeira
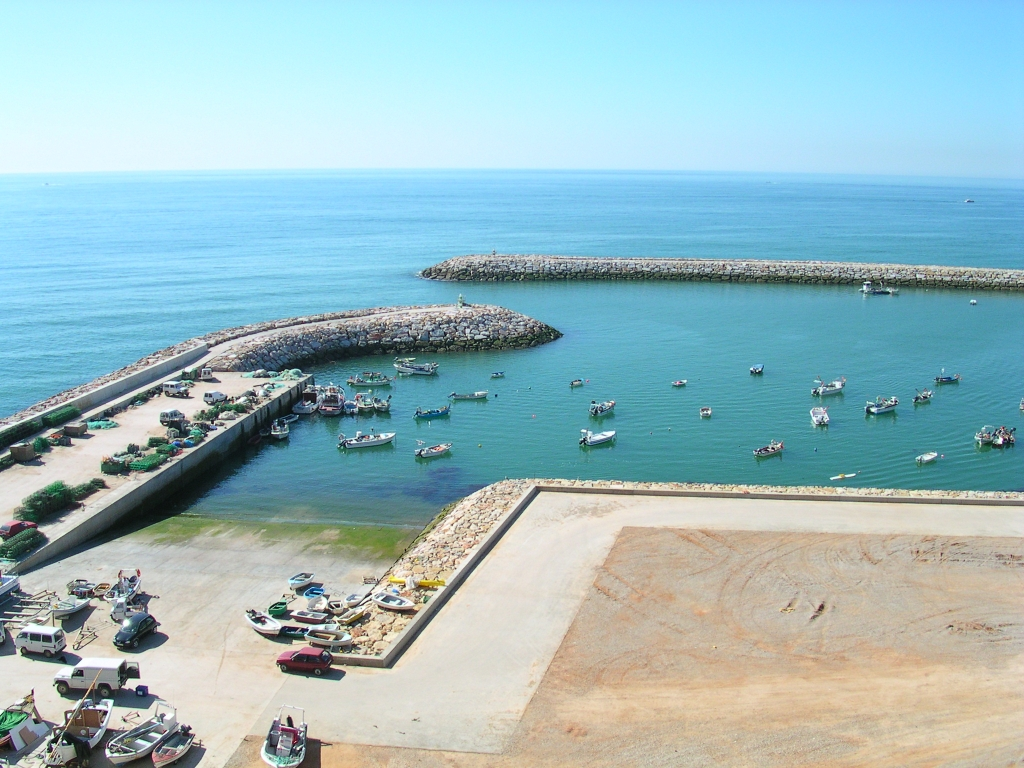
Le Port de pêche
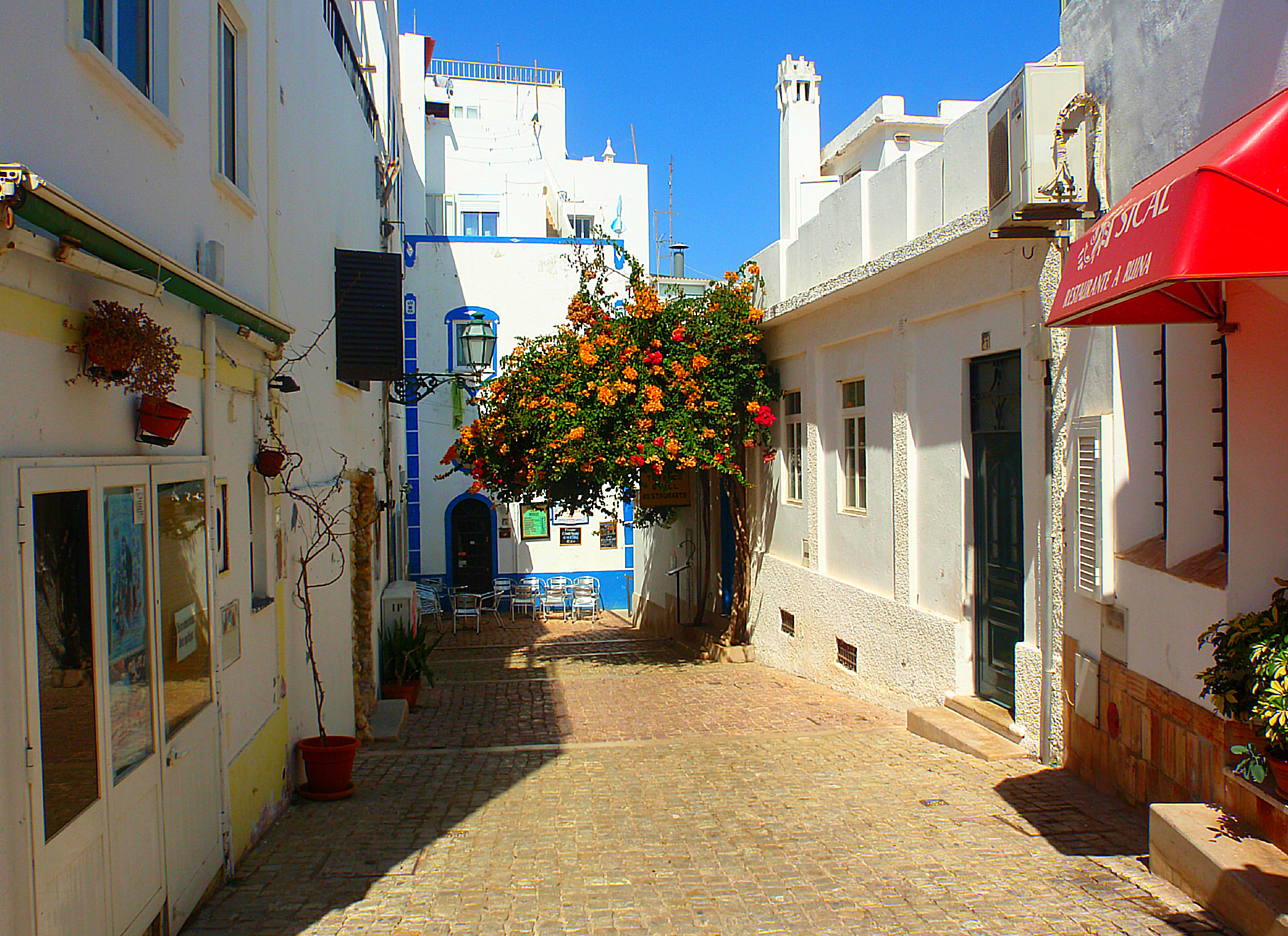
Vieille rue
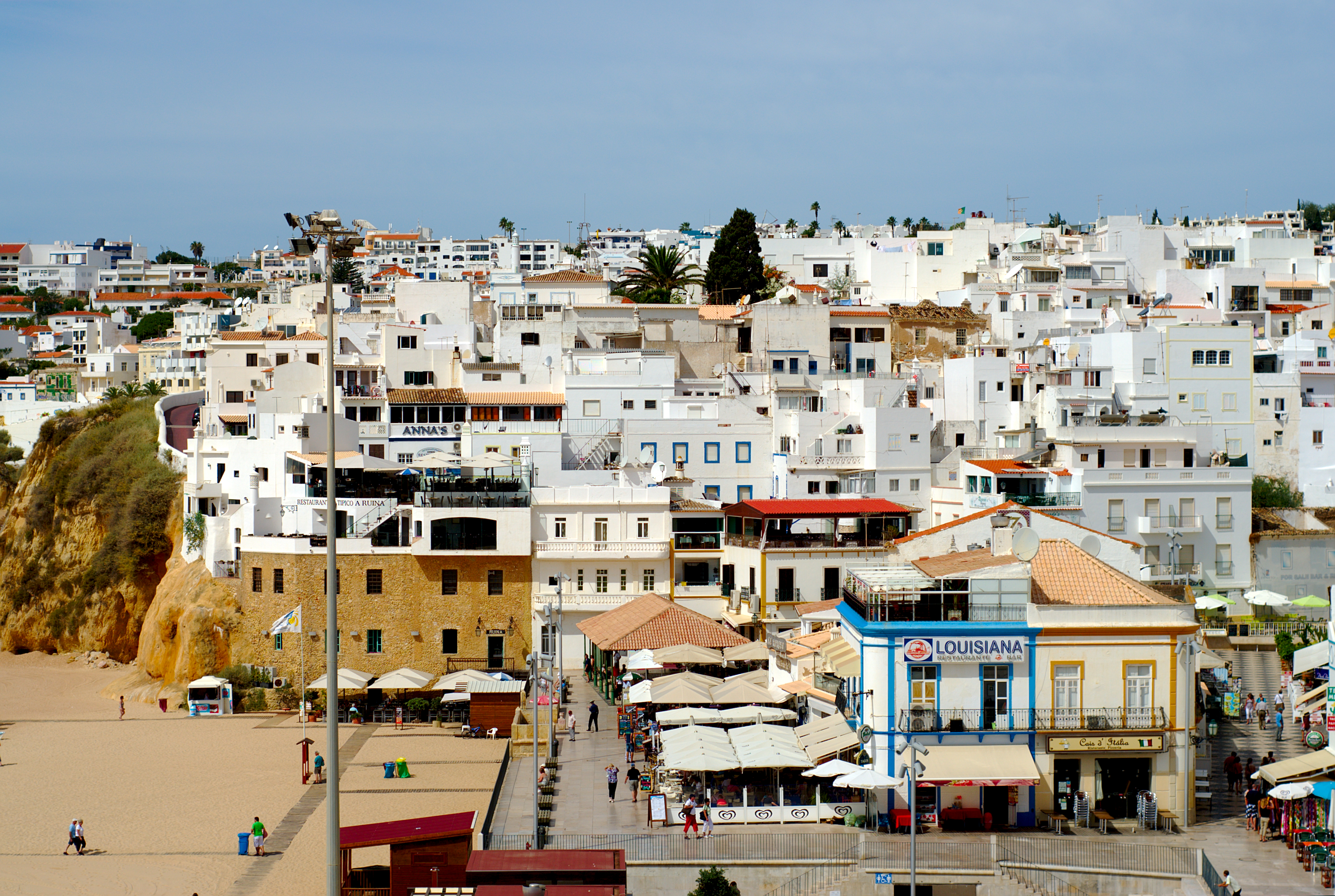
Vieille ville
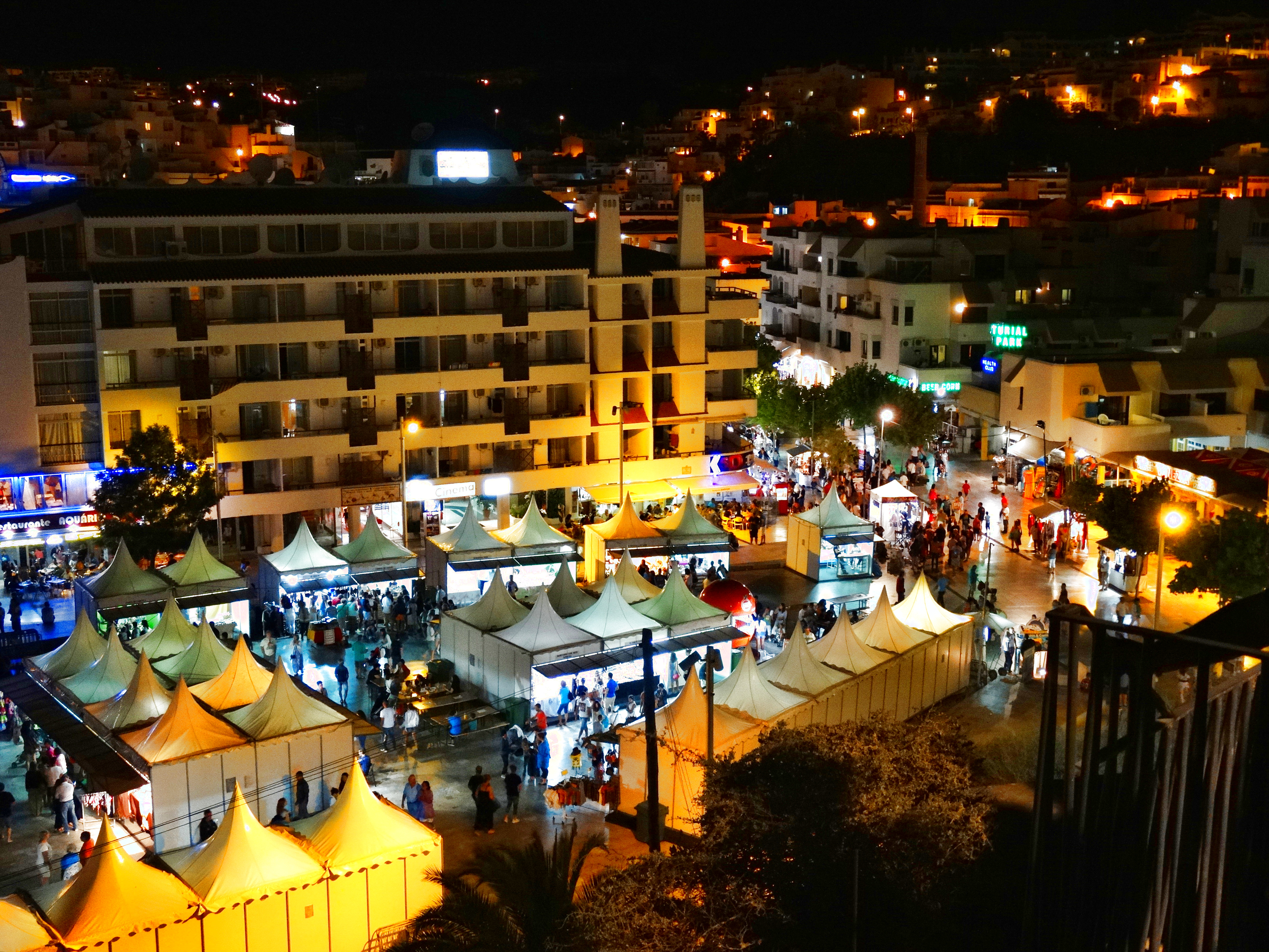
Albufeira de nuit